# Dans l'œil des Enfoirés
Albums de Les Enfoirés
Les Enfoirés... la Crise de nerfs
(2010) Le Bal des Enfoirés
(2012)
Dans l'œil des Enfoirés est le 21ème album des Enfoirés, enregistré lors de leurs sept concerts à l'Arena Montpellier du mercredi 26 janvier au lundi 31 janvier 2011. Il a été écoulé en 430 600 exemplaires en 2011.

## Musiciens
- Guy Delacroix : basse, arrangements et direction d'orchestre
- Laurent Faucheux : batterie
- Ian Aledji : claviers
- Jean-Luc Léonardon : claviers
- Michel Amsellem : claviers
- Sébastien Chouard : guitare
- Xavier Hamon : guitare

## Liste des chansons
1. On demande pas la lune (Indochine) (Les Enfoirés) (4 min 0 s) : Patricia Kaas/ Michèle Laroque / Maxime Le Forestier / Lorie / Mimie Mathy / Maurane, adaptation  de J'ai demandé à la Lune du groupe Indochine
2. L'assasymphonie (Florent Mothe) (4 min 38 s) : Tina Arena / Patrick Fiori / Nolwenn Leroy / Pascal Obispo (participation de Laurent Blanc)
3. Comme d'habitude (Claude François) (4 min 29 s) : Jean-Louis Aubert / Patrick Bruel / Pascal Obispo / Christophe Willem / Patricia Kaas / Zaz / Tina Arena / Jenifer
4. Medley Troisième sexe (8 min 59 s) (participation de Sébastien Loeb)
  1. Ce soir on vous met le feu (Les Droper's) : Alizée / Tina Arena / Amel Bent / Jenifer / Patricia Kaas / Claire Keim / Nolwenn Leroy / Lorie / Mimie Mathy
  2. Pull marine (Isabelle Adjani) : Jean-Louis Aubert / Pascal Obispo
  3. Les p'tites femmes de Pigalle (Serge Lama) : Alizée / Tina Arena / Amel Bent / Jenifer / Patricia Kaas / Claire Keim / Nolwenn Leroy / Lorie / Mimie Mathy
  4. J'aimerais tellement (Jena Lee) : Grégoire / Kad Merad
  5. Viens boire un p'tit coup à la maison (Licence IV) : Alizée / Tina Arena / Amel Bent / Jenifer / Patricia Kaas / Claire Keim / Nolwenn Leroy / Lorie / Mimie Mathy
  6. La Déclaration d'amour (France Gall) : Patrick Bruel / MC Solaar
  7. 3e sexe (Indochine) : Alizée / Tina Arena / Jean-Louis Aubert / Amel Bent / Patrick Bruel / Jean-Jacques Goldman / Grégoire / Jenifer / Patricia Kaas / Claire Keim / Nolwenn Leroy / Lorie / Christophe Maé / Mimie Mathy / Kad Merad / Pascal Obispo / MC Solaar
5. Écris l'histoire (Grégory Lemarchal) (4 min 22 s) : Claire Keim / Maurane / Yannick Noah
6. Métro c'est trop (Téléphone) (4 min 13 s) : Michael Jones / Michèle Laroque / Jean-Baptiste Maunier / Zaz
7. Medley Fête à l'anglaise (11 min 45 s)
  1. Waka Waka (Shakira) : Tina Arena / Lââm
  2. Je vais à Rio (Claude François) : Amel Bent / Liane Foly / Zaz
  3. So what (Pink) : Alizée / Nolwenn Leroy
  4. Partenaire particulier (Partenaire particulier) : Gérard Jugnot / Renan Luce
  5. Tired of being sorry (Enrique Iglesias / Nâdiya) : Jenifer / Christophe Willem
  6. Laissez-moi danser (Dalida) : Amel Bent / Natasha St-Pier
  7. Alors on danse (Stromae) : Pascal Obispo / Zazie
8. N'importe quoi (Florent Pagny) (5 min 13 s) : Amel Bent / Jean-Jacques Goldman / Patricia Kaas / Christophe Maé
9. Medley Je veux (5 min 9 s)
  1. Je veux (Zaz) : Patricia Kaas / Michèle Laroque / Yannick Noah
  2. J'veux du cuir (Alain Souchon) : Zazie
  3. Je ne veux pas travailler (Pink Martini) : Thomas Dutronc
  4. Tu veux ou tu veux pas (Marcel Zanini) : Michael Jones / Serge Lama / Maxime Le Forestier
10. Medley Un monde parfait (6 min 15 s)
  1. Un monde parfait (Ilona Mitrecey) : Alizée / Claire Keim
  2. L'Été indien (Joe Dassin) : Patrick Fiori
  3. J'veux d'la tendresse (Jean-Paul Dréau) : Jean-Jacques Goldman / Alizée
  4. Une chanson douce (Henri Salvador) : Claire Keim / Kad Merad
11. Octobre (Francis Cabrel) (3 min 48 s) : Serge Lama / Christophe Maé / Maurane / Hélène Ségara
12. Medley On cherche des sosies (18 min 16 s)
  1. Place des grands hommes (Patrick Bruel) : Patrick Bruel
  2. Nuit magique (Catherine Lara) : Grégoire
  3. Quand la musique est bonne (Jean-Jacques Goldman) : Jean-Jacques Goldman
  4. On n'oublie jamais rien (Hélène Ségara) : Hélène Ségara
  5. Millésime (Pascal Obispo) : Pascal Obispo
  6. Je vais vite (Lorie) : Lorie
  7. Ma pomme (Maurice Chevalier) : Maxime Le Forestier / Natasha St-Pier
13. Medley Une nuit au musée (7 min 58 s)
  1. Gardien de nuit (Francis Cabrel) : Jean-Louis Aubert / Grégoire
  2. Bouge de là (MC Solaar) : Alizée / Zazie
  3. Où je vais (Amel Bent) : Renan Luce / Hélène Ségara
  4. Il faut du temps (Pascal Obispo) : Tina Arena / Claire Keim
  5. Pour moi la vie va commencer (Johnny Hallyday) : Gérard Jugnot / Christophe Maé
14. La montagne (Jean Ferrat) (4 min 27 s) : Jean-Louis Aubert / Thomas Dutronc / Jean-Jacques Goldman / Zaz
15. Medley À la porte du night-club (8 min 14 s)
  1. Hey oh (Tragédie) : Alizée / Amel Bent / Thomas Dutronc / Patrick Fiori / Grégoire / Jenifer / Claire Keim / Lââm / Michèle Laroque / Nolwenn Leroy / Lorie / Renan Luce / MC Solaar / Natasha St-Pier
  2. Je danse le mia (IAM) : Thomas Dutronc / Grégoire
  3. Le Corbeau et le Renard (Jean de La Fontaine) : MC Solaar
  4. Ce matin va être une pure soirée (Fatal Bazooka) : Jean-Baptiste Maunier
  5. Sonnets pour Hélène (Pierre de Ronsard) : Michèle Laroque / MC Solaar
  6. La Boulette(Diam's) : Amel Bent / Jenifer
16. Voici les clés (Gérard Lenorman) (5 min 32 s) : Alain Bernard / Patrick Bruel / Liane Foly / Grégoire / Serge Lama / Maxime Le Forestier / Renan Luce / Mimie Mathy / Jean-Baptiste Maunier / Kad Merad / MC Solaar
17. Je me lâche (Christophe Maé) (4 min 0 s) : Tina Arena / Lââm / Lorie / Renan Luce / Jean-Baptiste Maunier / Natasha St-Pier
18. Comme des enfants (Cœur de pirate) (3 min 44 s) : Alizée / Patrick Fiori / Jenifer / Natasha St-Pier
19. Un jour de plus au paradis (Les Enfoirés) (5 min 26 s) : Liane Foly / Michael Jones / Lââm / Nolwenn Leroy / Zazie
20. La Chanson des Restos (Les Enfoirés) (2 min 58 s) : Les Enfoirés

## Hymne
Les hymnes des Enfoirés 2011 sont :
- On ne demande pas la Lune : une adaptation de la chanson J'ai demandé à la lune du groupe Indochine. (Ce single, disponible en téléchargement légal à partir du 24 janvier 2011, est le premier extrait de l'album sorti en mars 2011).
- Un jour de plus au paradis : une adaptation de la chanson Another Day In Paradise de Phil Collins.

## Diffusion
Le spectacle est diffusé le 11 mars 2011 sur TF1. 12 531 000 personnes ont regardé cette version 2011, ce qui constitue un record historique, devant celle de 2009.

## Artistes
41 artistes ont participé à au moins un des sept concerts. Un astérisque (*) signifie que l'artiste était présent aux sept concerts :
- Alizée*
- Tina Arena*
- Jean-Louis Aubert (sauf 28 janvier)
- Amel Bent*
- Alain Bernard (Première participation) (31 janvier)
- Laurent Blanc (Première participation) (29 et 30 janvier à 13h30)
- Patrick Bruel (sauf 26 et 27 janvier)
- Thomas Dutronc*
- Patrick Fiori*
- Liane Foly*
- Fabien Gilot (Première participation) (30 janvier)
- Jean-Jacques Goldman*
- Grégoire*
- Jenifer*
- Michael Jones*
- Gérard Jugnot (30 et 31 janvier)
- Patricia Kaas*
- Claire Keim (sauf 29 janvier)
- Lââm*
- Camille Lacourt (Première participation) (30 janvier)
- Serge Lama*
- Michèle Laroque*
- Maxime Le Forestier*
- Nolwenn Leroy (sauf 29 janvier)
- Amaury Leveaux (Première participation) (29 et 30 janvier)
- Sébastien Loeb (Première participation) (31 janvier)
- Lorie*
- Renan Luce*
- Christophe Maé*
- Mimie Mathy*
- Jean-Baptiste Maunier*
- Maurane*
- MC Solaar (sauf 28 janvier)
- Kad Merad (sauf 26 janvier)
- Yannick Noah (30 janvier à 20 h et 31 janvier)
- Pascal Obispo*
- Hélène Ségara*
- Natasha St-Pier*
- Christophe Willem (30 janvier à 20 h et 31 janvier)
- Zaz (Première participation) (sauf 26 et 27 janvier)
- Zazie (sauf 26 janvier)

## Classements hebdomadaires
| Classement (2011)            | Meilleure place |
| ---------------------------- | --------------- |
| Belgique (Flandre Ultratop)  | 71              |
| Belgique (Wallonie Ultratop) | 1               |
| France (SNEP)                | 1               |
| Suisse (Schweizer Hitparade) | 1               |

## Certifications
| Pays           | Certification | Unités certifiées |
| -------------- | ------------- | ----------------- |
| Belgique (BEA) | Platine       | 20 000            |
| France (SNEP)  | Diamant       | 500 000           |